# Madame Pompadour (Modigliani)
Ne pas confondre avec le tableau de François Boucher, Madame de Pompadour
Madame Pompadour est une peinture à l'huile sur toile de 61 × 50 cm réalisée en 1915 par le peintre italien Amedeo Modigliani. 
Elle est conservée à l'Art Institute of Chicago. 
Ce portrait est inspiré par Beatrice Hastings avec qui Modigliani entretient une relation amoureuse. Il est exposé pour la première fois en 1916 lors de l'exposition organisée par les peintres Moïse Kisling et Manuel Ortiz de Zárate dans l'atelier d'Émile Lejeune. Le surnom de « Madame Pompadour » lui a été donné car Beatrice Hastings portait souvent de grands chapeaux.